# German Naval Yards Holdings

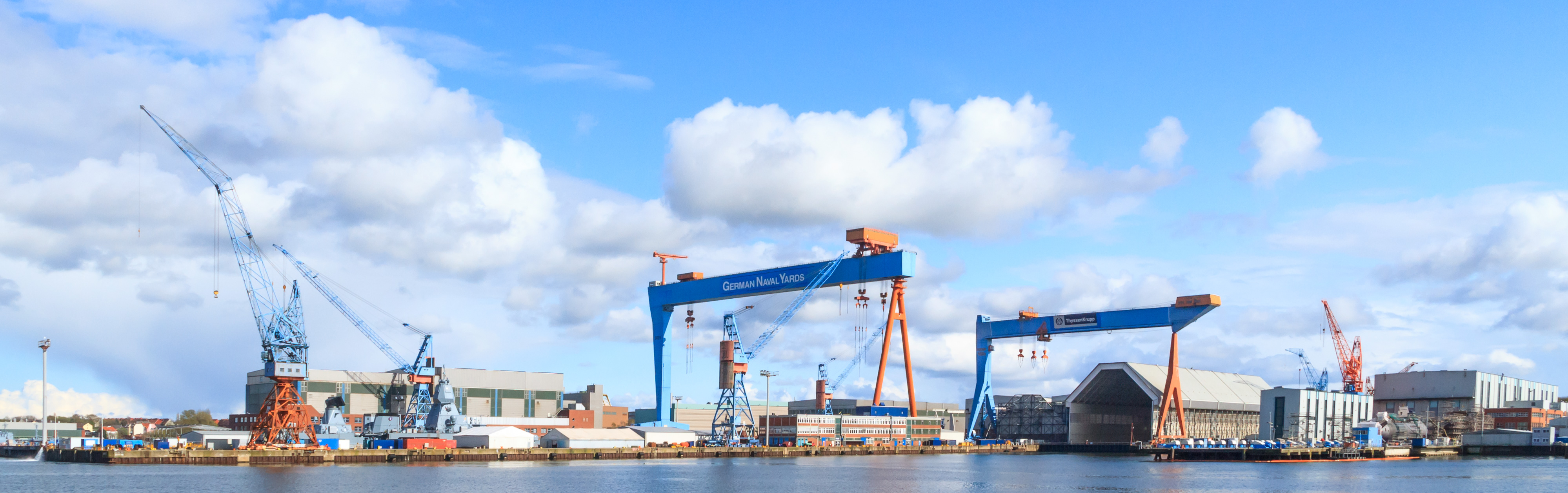
Estaleiro em Gaarden

German Naval Yards Holdings GmbH (GNYH) é um grupo de estaleiros alemão que combina três estaleiros na Kieler Förde sob seu guarda-chuva: German Naval Yards Kiel (sucessor de Howaldtswerke-Deutsche Werft), Nobiskrug (Rendsburg) e de Lindenau (Kiel).
O grupo é uma subsidiária 100% da Privinvest, um grupo europeu de estaleiros que também possui outras empresas navais, como CMN na França e Isherwoods na Grã-Bretanha.

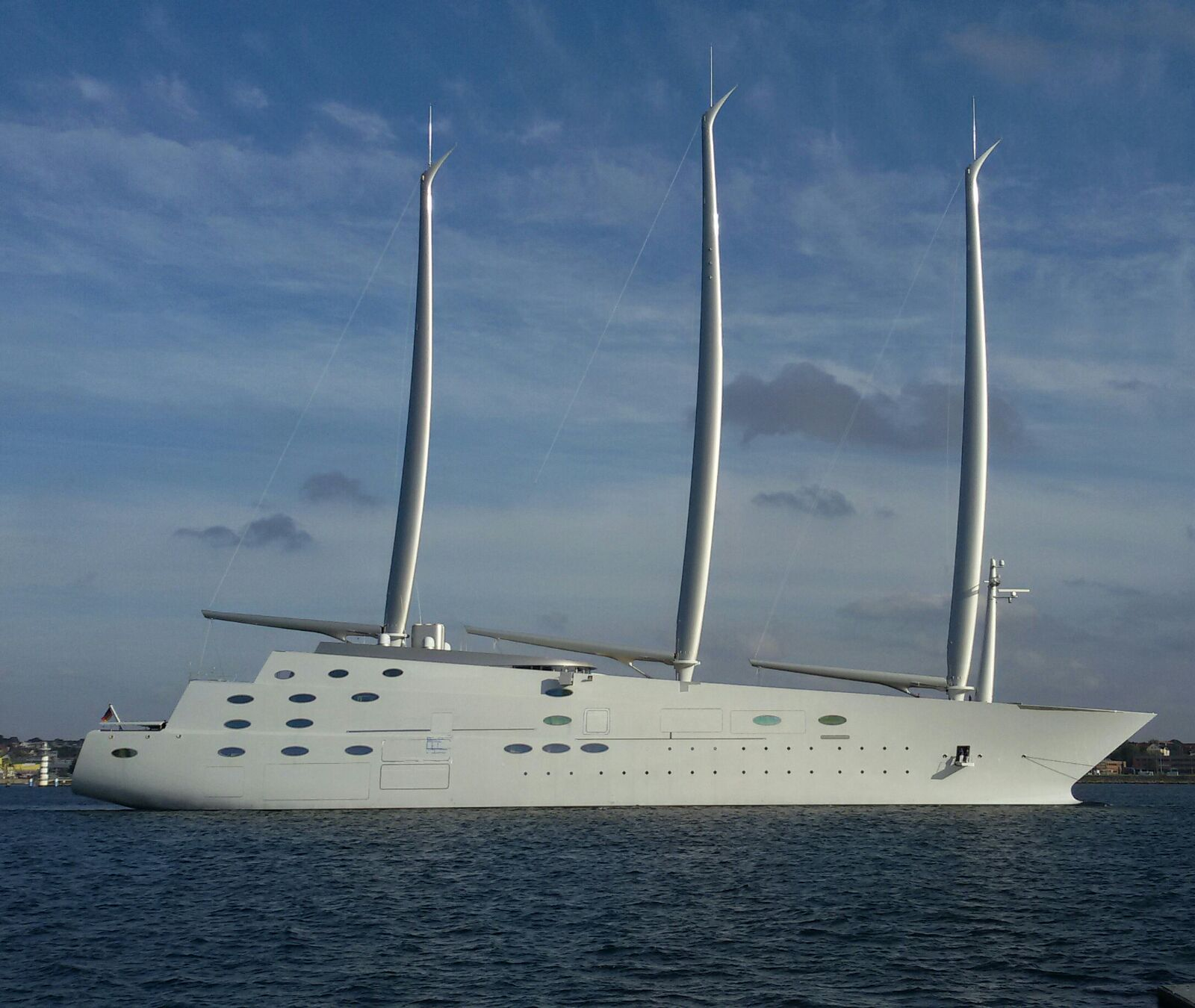
Iate à vela A

Em 2014, os estaleiros GNYH geraram um volume de negócios de aprox. 250 milhões de euros com cerca de 1.000 colaboradores.

## Visão geral
A German Naval Yards Holdings atua em duas áreas de negócios principais: a German Naval Yards Kiel (GNY Kiel) é especializada no projeto e construção de grandes embarcações navais, como fragatas, corvetas e navios de patrulha offshore; enquanto a Nobiskrug é uma das principais construtoras de super-iates. O estaleiro Lindenau se concentra em serviços de reparo e manutenção.
Sob o guarda-chuva do GNYH, os três estaleiros vizinhos operam sob gestão e administração conjuntas com o objetivo de utilizar suas instalações de forma complementar. A GNY Kiel possui a maior doca seca da região do Mar Báltico (426 metros de comprimento), bem como um guindaste com peso de elevação de até 900 toneladas. A Nobiskrug utiliza uma doca com 160 metros de comprimento e uma doca seca com 200 metros de comprimento. O estaleiro Lindenau possui 480 metros de cais.

## História
A German Naval Yards Holdings mantém uma longa tradição de construção naval no fiorde de Kiel. As bases para o grupo estaleiro alemão foram lançadas em 2009, quando a Privinvest comprou a Nobiskrug, na época realizada através da Abu Dhabi MAR Holding. O estaleiro com sede em Rendsburg, fundado em 1905, é especializado na construção de super-iates fabricados individualmente com mais de 60 metros de comprimento.
Em 2011, o grupo adquiriu a GNY Kiel. As raízes da GNY Kiel estão nas atividades de navios civis da Howaldtswerke-Deutsche Werft. Também tem uma longa tradição naval, pois todas as classes de fragatas atualmente operadas pela Marinha Alemã foram construídas neste estaleiro. A GNY Kiel anteriormente operava sob os nomes de HDW Gaarden e ADM Kiel. Ao todo, o estaleiro tem uma história de mais de 175 anos, começando com a primeira empresa predecessora, Schweffel & Howaldt, em 1838.
Em 2013, a Privinvest comprou o estaleiro Lindenau em Kiel, que havia se tornado insolvente. A Lindenau foi fundada em 1919 como “Schiffswerft Memel - Lindenau & Cie”. na Prússia Oriental e foi reconstruída em Kiel-Friedrichsort após a Segunda Guerra Mundial. Dentro do grupo GNYH, Lindenau hoje se concentra em reparo e manutenção.
Em 2014, a Privinvest agrupou seus estaleiros alemães sob a égide da German Naval Yards Holdings. O grupo explicou este nome com foco na construção naval e a aquisição completa da propriedade dos três estaleiros pela Privinvest.

## Problemas atuais
Atualmente, duas fragatas MEKO A200 são construídas nos estaleiros GNYH, um super-iate e uma plataforma offshore (em abril de 2015).
Em maio de 2015, foi anunciado que a GNYH construiria quatro corvetas para Israel junto com a ThyssenKrupp Marine Systems.